# Trio de terreur
 (août 2025).
Pour plus de détails, voir Fiche technique et Distribution.
Trio de terreur (titre original : Twice-Told Tales) est un film d'horreur américain réalisé par Sidney Salkow et sorti en 1963. 
Il s'inspire de trois œuvres de Nathaniel Hawthorne, les nouvelles L'Experience du Dr. Heidegger (Dr. Heidegger's Experiment (en), 1837) et La Fille de Rappaccini (Rappaccini's Daughter), 1844) et le roman La Maison aux sept pignons (1851). Le titre du film provient de celui du recueil Twice-Told Tales publié par Nathaniel Hawthorne en 1837 et dans lequel se trouve la nouvelle Dr. Heidegger's Experiment (en).

## Synopsis
Le film est découpé en trois histoires, correspondant aux trois œuvres de Nathaniel Hawthorne. Chacune est introduite par un discours de Vincent Price qui joue aussi dans chaque histoire.

### L'Experience du Dr. Heidegger
Le Dr. Carl Heidegger découvre un moyen de rajeunir qu'il utilise avec succès sur son ami Alex et sur lui-même. Il décide alors de l'utiliser sur sa fiancée, morte il y a 38 ans et dont il a réussi à conserver le corps intact…

### La Fille de Rappaccini
À Padoue, Giacomo Rappaccini était un professeur réputé, marié et père d'une jeune fille, Béatrice. Le jour où sa femme les quitta tous les deux pour partir avec son amant, il se mit à mener une vie de reclus. Effrayé par l'idée que sa fille pourrait un jour le quitter aussi, il la garde avec lui, l'autorisant uniquement à aller dans le jardin situé à l'arrière de la maison. C'est lors d'une de ses sorties que Giovanni, un étudiant, l'aperçoit et en tombe follement amoureux…

### La Maison aux sept pignons
Gerald Pyncheon retourne dans la maison où il a grandi après 17 ans d'absence. Il emmène sa femme, Alice, avec lui et la présente à sa sœur, Hannah, qui, elle, est restée y vivre depuis leur enfance. Elle raconte à Alice la malédiction que Matthew Maulle a lancé sur les hommes de la famille Pyncheon. Celui-ci était l'ancien propriétaire de la maison, qu'il a perdue au profit des Pyncheon…

## Fiche technique
- Titre : Trio de terreur
- Titre original : Twice-Told Tales
- Réalisation : Sidney Salkow
- Scénario : Robert E. Kent (en), d'après des œuvres de Nathaniel Hawthorne
- Musique : Richard LaSalle
- Directeur de la photographie : Ellis W. Carter
- Montage : Grant Whytock
- Direction artistique : Franz Bachelin (en)
- Décors : Charles S. Thompson (en)
- Maquillage : Gene Hibbs, Jane Shugrue
- Effets spéciaux : Milton Olsen
- Production : Robert E. Kent (en), Edward Small, United Artists
- Pays de production:  États-Unis
- Genre : Film d'horreur
- Durée : 120 minutes
- Date de sortie :
  - États-Unis} : septembre 1963

## Distribution
- Vincent Price : Alex Medbourne / Giacomo Rappaccini / Gerald Pyncheon
- Sebastian Cabot : Dr. Carl Heidegger
- Brett Halsey : Giovanni Guasconti
- Beverly Garland : Alice Pyncheon
- Richard Denning : Jonathan Maulle
- Mari Blanchard : Sylvia Ward
- Abraham Sofaer : Prof. Pietro Baglioni
- Jacqueline deWit : Hannah Pyncheon
- Edith Evanson : Lisabetta
- Floyd Simmons : Matthew Maulle
- Gene Roth (en) : chauffeur de taxi

## Récompenses et distinctions

### Nominations
- Saturn Award 2008 :
  - Saturn Award de la meilleure collection DVD (au sein du coffret Vincent Price (MGM Scream Legends Collection))